# Интерстициальная клетка Лейдига
Клетки Лейдига — гормонопродуцирующие клетки млекопитающих, расположенные в стенках извитых семенных канальцев между соединительнотканной оболочкой и слоем питательного эпителия семенников, в них производится тестостерон и другие соединения андрогенного ряда, также в них образуется небольшое количество женских половых гормонов эстрогенов и прогестинов.
Эти клеточные элементы расположены в межуточной (интерстициальной) ткани яичек между извитыми канальцами поодиночке или в виде скоплений различной численности вблизи кровеносных капилляров. КЛ весьма крупные, их размер достигает 20 мкм и более. Ядра КЛ обычно округло-овальной формы, светлые, с 1—2, иногда больше, ядрышками. Цитоплазма ацидофильная, зернистая, содержит многочисленные органеллы, среди которых преобладают митохондрии и гладкий эндоплазматический ретикулум, что свидетельствует о высокой синтезирующей способности данных клеточных элементов.
Выделяют 3 различных морфофункциональных типа КЛ в зависимости от их величины: малые, средние и большие. Согласно литературным данным, КЛ малых размеров являются малоактивными в отношении стероидогенеза и представляют собой инволюционирующие формы; напротив, КЛ среднего и большого размера активно продуцируют тестостерон. Этот андрогенный гормон необходим для нормального течения сперматогенеза, регулирует развитие и функцию добавочных желез половой системы, обеспечивает развитие вторичных половых признаков, определяет сексуальную активность и половое поведение. Регуляция синтеза тестостерона КЛ находится под контролем гипоталамо-гипофизарной системы.
Гонадолиберин, секретируемый в пульсовом режиме в портальную систему гипофиза, стимулирует в нём синтез гонадотропных гормонов, одним из которых является лютеинизирующий гормон (ЛГ), стимулирующий эндокринную функции яичка за счёт прямого действия на КЛ, — чем больше ЛГ в крови, тем интенсивнее продукция тестостерона. Напротив, повышение сывороточного уровня последнего приводит к угнетению секреции ЛГ (обратная связь). Большинство научных исследований, посвященных тестикулярным интерстициальным эндокриноцитам, носит экспериментальный характер. При этом часто использовались разнообразные морфометрические методы, позволяющие с разных сторон объективно осветить те или иные изменения различных тканевых и клеточных структур, в частности, КЛ.
К настоящему времени достаточно подробно изучена возрастная функциональная морфология семенников. Однако разработка этой проблемы у человека дала противоречивые результаты. Вместе с тем особенности функциональной морфологии КЛ, ассоциированные с возрастом, применительно к относительно здоровым мужчинам могут служить так называемой «условной нормой» (УН) и быть полезными при изучении эндокринной части семенников в условиях патологии. Число КЛ достигает максимума к 20 годам жизни человека и мало изменяется до 60 лет, составляя 4 % объёма зрелого яичка. После 60 лет их число постепенно снижается наполовину.